# Décès en juillet 1942
Décès
- 1938
- 1939
- 1940
- 1941
- 1942
- 1943
- 1944
- 1945
- 1946

Pour une information complémentaire, voir la page d'aide.

| Date       | Nom              | Pays                         | Activités                  | Âge | Source |
| ---------- | ---------------- | ---------------------------- | -------------------------- | --- | ------ |
| 23 juillet | Andy Ducat       | Drapeau du Royaume-Uni       | Footballeur britannique.   | 56  |        |
| 30 juillet | Reinhold Eckardt | Drapeau de l'Allemagne nazie | Pilote de chasse allemand. | 24  |        |